# Aleli
Aleli (j. alel), alelni geni, alelomorfi su naziv za različite oblike gena koja određuju istu osobinu, a u stanicama uvijek dolaze u paru. Nalaze se na paru homolognih kromosoma. Aleli pripadaju istomu mjestu (lokusu) dvaju homolognih kromosoma, zajedno čine gen, s time da svaki gen ima svoj određeni lokus, tj. mjesto na kromosomu. Po jedan alel nasljeđujemo od svakog roditelja.
Aleli označavamo velikim i malim slovima abecede, kao a ili A. 
Ako su istovjetni aleli, to je homozigot (AA ili aa), a u suprotnom slučaju govorimo o heterozigotu (Aa) za svojstvo koje je određeno tim genom. Alelni geni mogu biti različita stupnja izražajnosti, koja s obzirom na različitost odnosa alela u stanicama može rezultirati iskazivanjem određenog fenotipa, a ti odnosi mogu biti dominantnost, recesivnost, kodominantnost, nepotpuna dominacija i epistaza.
Rezultat djelovanja alelomorfa je fenotip neke osobine koji je različit. Nasljeđivanje se zbiva po pravilima iz drugog Mendelovog zakona, zakona o cijepanju ili segregaciji svojstava u drugoj sinovskoj (filijalnoj) generaciji.
Zbog ponašanja kromosoma tijekom mejoze, aleli se odvajaju jedan od drugoga i smještaju se u različite gamete (spolne stanice), s time da nijedna gameta ne može imati dva alela jednog lokusa (određenog mjesta u kromosomu). Za razliku od gameta, tjelesnim su stanicama aleli u paru. Upareni aleli u tjelesnim stanicama ne mijenjaju jedan drugog niti se miješaju jedan s drugim, zbog čega ostaju cjelovitim kroz generacije (Mendelov zakon cijepanja ili segregacije).
Zbog neovisnog ponašanja nehomolognih kromosoma tijekom mejoze, sve se kombinacije alela raspodjeljuju u stanice-kćeri s jednakom vjerojatnošću, uz činjenicu da način kako se rasporedio jedan par alela nema utjecaja na raspodjelu članova bilo kojega drugog para.
Normalna diploidna stanica može imati samo dva alela istoga gena. Kad se radi o nekoj populaciji ili vrsti, broj različitih alela može biti veći (multipli aleli).
Dio genetike koji proučava promjene genske učestalosti (brojčani odnos pojedinačnih alela u svakom paru alela) u genskoj zalisi ("gene pool") neke populacije zove se populacijska genetika.